# اشلوشترن
شهر اشلوشترن (به آلمانی: Schlüchtern) در ایالت هسن در کشور آلمان واقع شده‌است.